# Aciculites higginsi
Aciculites higginsi är en svampdjursart som beskrevs av Schmidt 1879. Aciculites higginsi ingår i släktet Aciculites och familjen Scleritodermidae.
Artens utbredningsområde är havet kring Kuba. Inga underarter finns listade i Catalogue of Life.